# Nebulosus
Nebulosus (afgekort neb) is het tweede deel in de naam van wolkensoorten, die worden gebruikt als onderdeel van een internationaal systeem om wolken te classificeren naar eigenschap volgens de internationale wolkenclassificatie. Nebulosus betekent nevelig of sluierachtig. Als afkorting heeft nebulosus neb. Er bestaan 2 wolkensoorten die nebulosus als tweede deel van hun naam hebben:
- Stratus nebulosus (St neb)
- Cirrostratus nebulosus (Cs neb)

Nebulosuswolken zijn een structuurloze wolkenlaag zonder duidelijke kenmerken of vormen en onttrekken vaak hoger gelegen delen van het landschap aan het zicht.